# Кушербаев, Расул Хидралиевич
Расу́л Хидрали́евич Кушерба́ев (каз. Расул Қыдыралиұлы Көшербаев; род. 12 января 1987, Янгиюльский район, Ташкентская область) — узбекский политический деятель редактор, юрист и журналист. Депутат Законодательной палаты Олий Мажлиса Республики Узбекистан.

## Биография
Родился 12 января 1987 года в казахской семье в селе Кушягоч Янгиюльского района. Окончил Узбекский государственный университет мировых языков по специальности международный журналист. Начал свою деятельность в 2007 году начальником отдела по вопросам молодёжи Ташкентского областного управления партии либерал-демократов.
С 2012 года по 2014 работал главным редактором газеты под названием «Янгиюль» (Новый путь). Член Либерально-демократической партии Узбекистана.
С 2014 года депутат нижней палаты парламента Узбекистана. До 2020 года являлся членом комитета по вопросам развития инновации, информационной политики и ИКТ. С января 2020 года член комитета по борьбе против коррупции и судебно-правовым вопросам Законодательной палаты Олий Мажлиса.
Активный сторонник по вопросам обеспечении открытости, свобода слова, независимости судов, неприкосновенности частного имущества и.т.п. Также выступает за либерализации и внедрение рыночных механизмов в деятельности СМИ в стране.
В последние годы активно выступает в СМИ по актуальным вопросам как снижение контрактов для студентов в ВУЗах для учёбы, отмена монополии отдельным лицам, обеспечение доступным жильём средних и низших слоёв населения, независимость судов и т. п.
Расул вышел из партии либерал-демократов 31 июля 2023 года.
В декабре 2023 года обвинил Захара Прилепина в шовинизме и разжигании войны после того как последний предложил захватить Узбекистан.